# Lon Nol
Lon Nol, né le 13 novembre 1913 et mort le 17 novembre 1985, est le chef d'État cambodgien qui fut Premier ministre du royaume du Cambodge et président de la République khmère.
Officier de l'armée, il était, dans les années 1960 le leader de la droite de son pays. Il a conduit le mouvement qui déposera le prince Norodom Sihanouk de la tête de l'État à son profit, le 18 mars 1970. Son nom reste étroitement associé à la République khmère qu'il dirigea de 1970 à 1975, d'abord comme chef du gouvernement, puis, à partir de 1972, en tant que président. Il vit ensuite en exil.

## Biographie

### Jeunesse et début dans la fonction publique
Lon Nol est né le 13 novembre 1913 à Kampong Lœu, dans la province de Prey Veng à l'est du Cambodge, deuxième d'une famille sino-khmère de 10 enfants (Lon Nil en est le troisième et Lon Non le septième).
Son père, Lon Hin, était le fils d'un Khmer Krom de la province de Tây Ninh qui fut chef de district à Siem Reap et Kampong Thom alors que son grand-père maternel était un gouverneur de Prey Veng originaire de la province chinoise du Fujian.
Après des études primaires à l’école Doudart de Lagrée de Phnom Penh, il poursuit sa formation au lycée Chasseloup-Laubat de Saïgon de 1928 à 1934. En 1936, il rentre dans la fonction publique de l'administration coloniale française en tant que juge au tribunal de Siem Reap. Il aura notamment à réprimer une émeute francophobe en 1939.
Il abandonnera toutefois la magistrature à une date indéterminée pour une carrière administrative dans la province de Kompong Cham. En mai 1945, il devient gouverneur de la province de Kratie, puis responsable de la police nationale. En 1946, le roi Norodom Sihanouk le nomme responsable de la délégation khmère qui doit assister les négociateurs français chargés de faire restituer la province de Battambang au Cambodge, province alors occupée par la Thaïlande depuis 1941. Les Thaïlandais partis, il rétablit l'administration khmère, avant, en 1947, de devenir gouverneur de la province.

### Ascension politique
En 1951, il dirige un petit parti, la Rénovation Khmère, créé par Nhiek Tioulong et devient un des leaders de la droite autoritaire. Le parti subit un échec lors des élections de septembre 1951. La même année, il retrouve son poste de chef de la police nationale. En 1952, il retourne à Battambang avec le grade de lieutenant-colonel où il lutte contre les rebelles Khmers issarak, les Khmers Serei de Son Ngoc Thanh et les troupes Việt Minh installées dans la région. En 1954, il préside la commission mixte mise en place par les accords de Genève laquelle doit surveiller le départ des éléments Việt Minh infiltrés au Cambodge. En 1955, devenu général, il est nommé chef de l’État-major général des Forces Royales Khmères (FARK) ce qui lui permet de nouer des relations avec de nombreux officiers.
La même année, le Parti de la rénovation khmère se joint à d'autres petites formations de droite dirigés notamment par Sam Sary et Dap Chhuon pour créer l'ossature du Sangkum Reastr Niyum, mis en place par Norodom Sihanouk pour gagner les élections de 1955.
Le 23 juillet 1959, sur recommandation de Sirik Matak, Sihanouk le nomme ministre de la défense. À ce poste, il montre des compétences limitées, au grand dam du prince Monireth qui, de par sa formation militaire à Saint-Cyr, avait espéré ce portefeuille qu’il n’obtiendra jamais. Dans les années 1960, ses agents et ceux de son collègue Kou Roun arrêtent, torturent et assassinent fréquemment les opposants au régime.
Il conserve son ministère dans les deux gouvernements Pho Proeung (19 avril 1960 – fin 1960) ainsi que dans le nouveau cabinet Sihanouk constitué le 28 janvier 1961. En 1963, il devient vice-Premier ministre. Alors que Sihanouk - dans le but de préserver le Cambodge des affres de la guerre du Viêt Nam - poursuit une politique d'« extrême neutralité » qui implique un rapprochement avec la Chine et accepte les opérations du Việt Minh sur la frontière orientale, Lon Nol, qui conserve une sympathie certaine pour les États-Unis, regrette publiquement le refroidissement des relations entre Washington et Phnom Penh.

### Premier ministre

#### Royaume du Cambodge
En 1966, il se porte candidat aux élections législatives et se fait élire dans une chambre où les représentants conservateurs obtiennent une majorité écrasante. Lorsque cette nouvelle assemblée se réunit, et après avoir rejeté les candidatures de Sim Var et de Norodom Kantol, elle choisit, par 59 voix, le général Lon Nol comme Premier ministre.
Le choix de Lon Nol ne semble alors pas risqué par Sihanouk qui avalise la décision du parlement. Au fil du temps, Lon Nol n’avait pas montré de talent militaire particulier, ni exprimé de propos polémiques. Bouddhiste pratiquant, il est populaire parmi les officiers, même s’il ne semble pas avoir fait grande impression auprès d’eux. Il a la réputation d’avoir une bonne capacité d’écoute et sa progression est souvent attribuée à sa faculté à constituer méticuleusement des dossiers pour le prince et pour lui-même sur les fauteurs de troubles potentiels de tout bord. Depuis la fondation du Parti de la rénovation khmère et une brève détention en 1952, il voue une certaine défiance envers les institutions parlementaires et a jusque-là montré un soutien sans faille à Sihanouk.
Lon Nol semble respecter Sihanouk et la plupart de ses contemporains ont du mal à cerner sa personnalité. En public comme en privé, il reste impassible – « muet comme une carpe » dira de lui Charles Meyer – se risquant rarement à exprimer une opinion, mais toujours avide de détecter des rivalités et faiblesses qu'il pourra plus tard exploiter. Cette attitude lui servira dans les années 1970 - souvent au détriment de l’intérêt national – quand il détiendra le pouvoir. En 1965, le prince Monireth écrira dans ses mémoires qu’il avait une ambition démesurée alors que Sihanouk semblait sous-estimer cet aspect de son nouveau premier ministre et interprétait ses silences pour des marques de déférence. En 1988, le monarque affirmera toutefois qu’il l’avait depuis longtemps considéré comme « capable un jour de diriger le gouvernement et l’armée », ajoutant que sa popularité au sein des militaires et de la jeunesse non-communiste ainsi que son « manque de flamboyance » en faisait un bon candidat à un poste à responsabilité.
En le laissant à la tête du gouvernement, Sihanouk espérait peut-être apaiser l’élite cambodgienne pro-occidentale. Il pouvait penser qu’il était temps pour l’armée de prendre les commandes et intimider les opposants de gauche. Si Lon Nol fléchissait ou devenait trop impatient, d’autres membres, loyaux au prince tels Nhiek Tioulong, Penn Nouth ou Son Sann pouvaient le remplacer. Le contre-gouvernement composé d’éléments de gauche du Sangkum qu’il venait de créer et le pouvoir de dissoudre l’assemblée étaient deux autres armes entre les mains de Sihanouk. En fait, le choix de Lon Nol présentait alors peu de risques perceptibles.
L'une des premières priorités de Lon Nol en tant que premier ministre fut, pour stabiliser l'économie chancelante, de réfréner la vente illégale de riz aux communistes. Des troupes furent dépêchées vers les zones rizicoles pour procéder à la récolte forcée à la pointe du fusil et en ne payant que le prix minimal offert par le gouvernement. La visite que fit alors Lon Nol à Battambang fut ressentie comme un appui à ces exactions et encouragea l’administration à faire preuve d’encore plus de cupidité vis-à-vis de la population locale. L’agitation qui s’était généralisée à l’ensemble du pays fut ainsi plus marquée dans cette riche province, une zone depuis longtemps connue pour la présence de grands propriétaires terriens, une grande disparité dans la richesse et où les communistes avaient une certaine influence,.
Le 11 mars 1967, alors que Sihanouk se trouvait en France, une rébellion éclata près de Samlaut dans la province de Battambang. Avec les encouragements probables des cadres communistes locaux, l'insurrection se répandit rapidement dans toute la région. Lon Nol réagissait, certainement avec l’accord du prince, en proclamant la loi martiale. Des centaines de paysans furent tués et des villages entiers rasés lors de la répression.
Au même moment, peu avant le retour de Sihanouk au Cambodge et alors que Lon Nol inspectait des installations militaires vers Kaoh Kong, il eut un accident et dut être hospitalisé. Peu après, le prince fut accueilli à son retour par des étudiants de gauche qui manifestaient dans la capitale contre Lon Nol. Leurs banderoles et tracts réclamaient la dissolution du gouvernement, des nouvelles élections législatives, la baisse des prix et le retrait des troupes opérant près de Pailin.
Alors que la répression contre les éléments de gauche se poursuivait, Lon Nol démissionnait de son poste de Premier ministre en mai 1967. Il invoquait des raisons de santé et se rendit en France pour six mois afin de suivre un traitement médical. Sihanouk lui succéda à la tête de ce qu’il appela un gouvernement d’exception. En fait, cela revenait à dissoudre le cabinet mis en place après les élections de 1966 et à le remplacer par un gouvernement ne comportant aucun parlementaire, mais incluant surtout des fidèles du monarque et quelques spécialistes apolitiques de domaines particuliers – nous dirions de nos jours « venant de la société civile ».
Lon Nol revint dans le gouvernement en mai 1968 comme troisième vice-président du conseil et ministre de la Défense, puis, en juillet, comme vice-président. En août 1969, il forma un nouveau gouvernement.
Le retour de Lon Nol au poste de premier ministre pose des questions sur les capacités de jugement dont pouvait faire preuve Sihanouk à cette époque. Dans Réalités cambodgiennes, un hebdomadaire proche du souverain, le général était décrit comme fiable, sérieux, doté d’un bon sens commun et préférant l’action aux discours. Sihanouk connaissait l’aversion de la gauche pour Lon Nol et peut-être espérait-il aussi que le nouveau premier ministre pourrait le débarrasser des activistes, à moins qu’il ne comptait exacerber les rancœurs pour ensuite apparaître comme le seul sauveur à même de mettre un terme à la crise qui en aurait découlé. Toujours est-il que cette nomination comportait une certaine dose d’impuissance et que Lon Nol semblait le choix le moins risqué ; le prince devait sûrement estimer que sa loyauté et sa docilité compensait ses défauts.
À la fin de 1969, Lon Nol partit suivre un traitement médical dans une clinique de Neuilly-sur-Seine. Il sera rejoint peu après par Norodom Sihanouk qui viendra se faire soigner dans le sud de la France à partir de janvier 1970. S’il a été confirmé que les deux hommes se rencontrèrent, le plus grand flou subsiste quant à la teneur des entretiens. Des rumeurs qui n’ont jamais été confirmées, font état d’un accord visant à laisser Lon Nol préparer des manifestations antivietnamiennes « spontanées » pendant que Sihanouk se rendrait en Union soviétique et en Chine pour demander aux deux puissances communistes de faire pression sur leur protégés du Việt Cộng afin que celui-ci réduise sa présence sur le territoire khmer. De retour au Cambodge à la mi-février, Lon Nol réunissait les différents gouverneurs pour avoir un état des implantations vietnamiennes puis fermait le port de Sihanoukville à l’approvisionnement des maquis du Việt Minh.
Dans le même temps, il faisait retirer de la circulation les billets de 500 Riels (10 $), officiellement parce qu’ils étaient largement contrefait, mais également parce qu’ils étaient utilisés par les agents du FNL pour acheter leurs fournitures au Cambodge. La plupart de ces billets étaient achetés en masse par les communistes chinois via Hong Kong et revenaient à Phnom Penh par la voie diplomatique. Pour restreindre les transactions de dernière minute, Lon Nol demandait de renforcer le contrôle sur les fonds provenant des ambassades jusqu’à ce que tous les billets aient été échangés. Certaines sources estiment que la perte qui en a découlé pour les communistes s’élevait à plus de 70 millions de dollars.
En février, l’armée cambodgienne commençait également à attaquer certains des refuges du Việt Cộng.
C’est aussi à cette période que des contacts sont pris avec Son Ngoc Thanh. Le vieux leader nationaliste vivait depuis des années au Sud-Vietnam où il bénéficiait de l’aide des dirigeants et utilisait sa popularité auprès de la communauté khmère Krom pour recruter des bataillons de volontaires qui se mettaient au service du gouvernement de Saïgon et de la CIA. Des émissaires lui avaient déjà été envoyés dès 1969 pour savoir s’il était prêt à aider le gouvernement cambodgien dans le cas d’une « attaque communiste sur Phnom Penh ». Après avoir consulté ses « amis américains », il acceptait d’offrir son secours. Plusieurs centaines de ces combattants Khmers Serei avaient déjà déserté dans les derniers mois pour rejoindre Sihanouk qui les accueillit à bras ouverts dans l’armée. Ces fantassins, bien équipés et entraînés permettaient de mettre la pression sur les troupes vietnamiennes stationnées au Cambodge. Le monarque n’y voyait pas de risque, pensant que l’antagonisme entre Son Ngoc Thanh et Lon Nol le prémunissait contre une alliance à son encontre.
Ces contacts servaient également les intérêts du commandement militaire américain de Saïgon, mais pas ceux de la petite mission diplomatique de Phnom Penh, ni de certains cercles de Washington qui craignaient les conséquences d’une extension du conflit. Toutefois, le temps passant, le président Nixon partageait de plus en plus les vues des premiers nommés, estimant que le maintien des refuges de l’autre côté de la frontière pouvait retarder le retrait des forces américaines du Viêt Nam.

#### Déposition de Sihanouk
Le 8 mars 1970, des manifestations anti-vietnamiennes éclataient dans les provinces du sud-est proches de la frontière.
Le 11, ce sera au tour de Phnom Penh d’être touchée : les ambassades du gouvernement révolutionnaire provisoire du Viêt Nam du Sud et de la république démocratique du Viêt Nam sont ravagées par une foule en colère. Le 12, l’escalade se poursuivait. Tout en présentant ses excuses pour le saccage des ambassades, Lon Nol donna 3 jours aux troupes vietnamiennes présentes au Cambodge pour quitter le territoire. Ce véritable ultimatum, totalement irréaliste, mit Sihanouk dans une rage folle. Depuis l’ambassade du royaume khmer à Paris, le monarque fulminait et évoquait son intention, après un passage par Moscou puis Pékin, de rentrer à Phnom Penh pour châtier les coupables. D’après un entretien que Lon Nol avait accordé au Times, la retranscription des propos avait été envoyée dans la capitale cambodgienne où elle aurait suscité un certain émoi et aurait scellé le sort du prince. Ce qui jusqu’alors n’aurait eu pour but que de limiter les pouvoirs de Norodom Sihanouk et de réorienter la « neutralité » du Cambodge vers une voie moins proche des communistes allait amener à mettre fin à une monarchie millénaire.
Lon Nol était alors en pleine contradiction. Il avait acquis la réputation d’un homme prudent peu enclin à prendre des risques et de rester, malgré leurs différends, loyal au prince. Plus tard, quand le Cambodge s’enfoncera dans la guerre, il aurait affirmé à certains de ces collaborateurs qu’il regrettait d’avoir suivi Sirik Matak. Il écrivit même au président Nixon que la déposition de Sihanouk l’avait pris de court, alors que dans le même temps, il se présentait à certains de ces collaborateurs comme prédestiné à être un chef d’État bouddhiste menant son peuple dans une guerre de religion. Au matin du 17 mars, il hésitait encore sur la manière de procéder et ce n'est que le soir même qu'on le poussa à accepter une éventuelle déposition du chef de l'État,.
Le 18 mars 1970, l'Assemblée nationale statua sur le futur du leadership du prince sur la nation. Sihanouk fut chassé du pouvoir par un vote de 92 « contre » le monarque et 0 « pour » lui,. Cheng Heng, président de l'Assemblée nationale, fut nommé chef de l'État par intérim, tandis que Lon Nol, en tant que Premier ministre, était investi de pouvoirs d'urgence et que Sirik Matak conservait son poste de vice-Premier ministre. Le nouveau gouvernement affirma que le transfert du pouvoir avait été tout à fait légal et constitutionnel, alors que Sihanouk prétendait le contraire.
Plusieurs sources affirmaient et affirment que ce « coup d'État » aurait été élaboré à Washington. Sihanouk, de son côté, soutenait que sa déposition était l'œuvre de la CIA qui pour l'occasion s'était associée avec le prince Sisowath Sirik Matak et le leader nationaliste Son Ngoc Thanh. Si plusieurs intervenants ont affirmé – sans le prouver - que les autorités militaires basées à Saïgon étaient au moins au courant de ce qui allait se passer, voire aurait apporté leur soutien aux « conjurés », il n'a jamais été possible de prouver l’implication de l'agence américaine dans la conduite de ces événements. Alain Clément, correspondant du Monde à Washington se demandait dès le 20 mars « Qu’est-ce qu’une administration qui s’est engagée sur la voie du rapatriement du corps expéditionnaire américain au Vietnam ... aurait à gagner à l’installation d’un régime ostensiblement pro-américain à Phnom Penh ». Il semble qu'au départ, Lon Nol voulait simplement faire pression sur Sihanouk pour obtenir que les troupes nord vietnamiennes et Việt Cộng cessent leurs opérations au Cambodge, mais que la situation aurait « dérapé ».
La majorité des citadins éduqués ou appartenant à la classe moyenne étaient las des frasques du prince et se félicitèrent du changement de gouvernement. Ils furent rejoints par l'armée qui se réjouit de la perspective du retour de l'aide militaire et financière américaine.
Si dans un premier temps le nouveau gouvernement semblait désireux de préserver la neutralité du Cambodge, il dut rapidement déchanter. Les communistes vietnamiens avaient comme on pouvait s'y attendre refusé d’obtempérer à la demande de quitter le territoire et la faible armée cambodgienne n’avait pas les moyens de les déloger. Lon Nol dut donc demander l’aide des forces américano-sud-vietnamiennes qui ne pouvait qu’approuver une requête qui servait leurs intérêts.
Le 23 mars, depuis Pékin où il avait trouvé refuge, Norodom Sihanouk lançait un appel aux armes et invitait tous les Cambodgiens à rejoindre le Front uni national du Kampuchéa qu’il allait créer prochainement qui outre ses partisans devait aussi comporter ses ennemis khmers rouges de la veille. Si l’appel eut peu de répercussion dans les villes, il n'en fut pas de même des campagnes où les maquis connurent une croissance fulgurante.
Des manifestations et des émeutes eurent également lieu, principalement dans les zones contiguës à celles contrôlées par les Vietnamiens, mais aucune ne menaça le gouvernement à l'échelle nationale. Lors d'un incident à Kompong Cham le 29 mars, la foule en colère tua cependant le frère de Lon Nol, Lon Nil, lui arracha le foie, le cuisit et le mangea,. Quelques milliers de paysans commencèrent alors à marcher sur la capitale pour exiger la restauration de Sihanouk, ils furent dispersés par l'armée au prix de nombreuses victimes.
Au début d’avril, afin de pouvoir ramener l'ordre dans les provinces où des émeutes avaient éclaté, Lon Nol décidait de retirer 6 000 soldats du nord-est où ils avaient été engagés depuis 1968, laissant la région aux mains du Viêt Cộng qui y restera jusqu’à la fin de la guerre.
Le message de Lon Nol appelant de son côté à la levée de 10 000 volontaires pour renforcer les effectifs mal équipés de l'armée cambodgienne, forte de 30 000 hommes, virent également les militaires submergés par l'arrivée de plus de 70 000 volontaires. Des rumeurs commencèrent alors à circuler relatives à une possible offensive nord-vietnamienne visant Phnom Penh elle-même. La paranoïa se développa et déclencha une violente réaction contre les 400 000 Vietnamiens vivant au Cambodge. Lon Nol espérait les utiliser comme otages contre les activités des Nord-Vietnamiens et les militaires commencèrent à effectuer des rafles pour les regrouper dans des camps de détention. C'est alors que les massacres débutèrent : dans les villes et les villages, partout au Cambodge, des soldats et des civils commencèrent à traquer leurs voisins vietnamiens afin de les assassiner. Le 15 avril, les corps de centaines de Vietnamiens dérivaient sur le Mékong vers le Sud Viêt Nam.

#### République khmère
Alors que Lon Nol concluait un accord avec Saïgon pour permettre l’acheminement d’environ 500 000 Vietnamiens dans leur pays d’origine, ces exactions allaient exciter la brutalité des troupes sud-vietnamiennes que le gouvernement de Phnom Penh allaient devoir appeler à la rescousse en 1970 et 1971 et altérèrent le capital sympathie dont le nouveau régime pouvait disposer dans certains pays. Au mieux, cela démontrait que Lon Nol était incapable de gérer ses troupes, au pire, qu’il voulait mener une politique raciste envers des civils désarmés dont les familles étaient installées au Cambodge depuis des générations. Aucun Cambodgien, pas même les responsables des communautés bouddhistes, ne condamna ces crimes. Quand Lon Nol dût présenter des excuses au gouvernement sud-vietnamien dont il avait besoin de l’aide militaire, il se contenta de grommeler que « dans beaucoup de cas, il était difficile de dire si les Vietnamiens étaient des Việt Cộng ou de paisibles citoyens ».
L’ambassadeur Emory Coblentz Swank (en), qui arriva à Phnom Penh quelques mois plus tard, regrettera une quinzaine d’années plus tard de ne pas avoir pris au sérieux ces massacres qui auguraient de ceux qui allaient suivre. Lon Nol, de son côté commençait à utiliser le vocable thmil pour désigner les communistes.
Pour sa part, la faible armée cambodgienne montra rapidement, malgré l’appui de l’artillerie du Sud-Viêt Nam, son incapacité à contenir la poussée conjointe du Việt Cộng et du Front sihanoukiste. C’est dans cette optique que le gouvernement américain décida à la fin avril, en coopération avec Saïgon, d’une action militaire aérienne et au sol dans l’est du Cambodge. Lon Nol fut mis devant le fait accompli et les faibles protestation qu'il émit devant le représentant américain contre cette violation de la neutralité du Cambodge ne changèrent en rien le cours des choses.
Après le début des opérations, Alexander Haig, alors adjoint d’Henry Kissinger, fut envoyé à Phnom Penh. Il informait Lon Nol que les actions en cours seraient limitées à une zone de trente kilomètres au-delà de la frontière vietnamienne et devaient se terminer à la fin juin. Leurs buts étaient de détruire les sanctuaires du Việt Minh sur le territoire khmer et les États-Unis, n’avaient nullement l’intention de mener directement une nouvelle guerre au Cambodge. Pour l’avenir, le gouvernement américain se contenterait de fournir une assistance économique et militaire restreinte au pouvoir de Phnom Penh afin de l’aider à lutter par lui-même contre la guérilla. Une telle annonce était conforme à la nouvelle politique américaine visant à se retirer du Viêt Nam – et qui figurait en bonne place dans le programme qui avait permis à Richard Nixon de se faire élire – mais ne faisait pas les affaires des nouveaux dirigeants cambodgiens dont l’armée n’avait pas les moyens de s’engager seule dans une guerre civile.
À mesure que la guerre isolait Phnom Penh des campagnes, le discours de Lon Nol devenait plus exalté. Alors que la rébellion avait investi plusieurs capitales provinciales, il se vantait de son amitié avec le président Nixon et invitait ses compatriotes à rejoindre l’armée et à s’initier aux « sciences occultes pratiquées par nos ancêtres, qui permettent d’échapper au feu de l’ennemi ». Ces sciences comprenaient des formules magiques, des sorts, des amulettes, l’astrologie ou des techniques de combats à mains nues auxquels s’intéressait Lon Nol depuis son passage au lycée Chasseloup-Laubat. Il affirmait à ses soldats que « la race môn-khmer » avait toujours su trouver la clé pour gagner ses combats.
Pour Lon Nol, les enseignements du bouddhisme, les sciences modernes et la « supériorité de leur race » rendaient les Khmers invincibles. Il affirmait à William Colby, le chef de poste de la CIA à Saïgon que la guerre avait une « base spirituelle » qui dérivait des gloires d’Angkor. À la fin de l’année 1970, il demandait conseil à un moine bouddhiste du nom de Mam Prum Mani qui se considérait comme une réincarnation de Jayavarman VII, l’un des derniers grands rois d’Angkor. Beaucoup de Cambodgiens croyaient en ces prédications et se pressaient pour se faire tatouer des symboles religieux ou obtenir des amulettes, voire des couteaux gravés de formules magiques et bénis par des moines.
Alors que l’armée cambodgienne se montrait de moins en moins de taille à lutter contre les unités vietnamiennes, le répit offert d’avril à juin par l’intervention américano-sud vietnamienne donna à Lon Nol l’illusion qu’il pouvait prendre l’initiative. Début septembre, une offensive, dénommée Chenla I en mémoire du royaume quasi mythique ancêtre de celui du Cambodge, fut personnellement menée par le futur président. Son objectif était de desserrer la pression sur la ville de Kampong Thom, à 85 kilomètres au nord de la capitale en déployant les troupes sur la nationale 6 qui relie la ville à Phnom Penh. Toutefois, à cause des moussons, le déplacement était rendu lent et difficile. L’avant-garde n’atteignit Kampong Thom que le 11 octobre 1970, mais le plus fort de la troupe restait embourbé beaucoup plus loin. Début novembre, l’opération fut présentée comme un succès éclatant, mais les troupes se retirèrent. Surestimant la victoire qui devait beaucoup au manque de résistance de la guérilla, affaiblie par les bombardements américains, Lon Nol prévoyait déjà une nouvelle offensive pour 1971.
La carence de l’armée apparut au grand jour le 22 janvier 1971, quand une escouade du Việt Cộng s’introduisit dans les faubourgs de Phnom Penh, pilonna au mortier l’aéroport de Pochentong pendant près de quatre heures puis se retira sans être le moins du monde inquiétée. Outre la destruction de l’ensemble de l’aviation gouvernementale – hors d’âge – l’attaque provoqua une panique dans la capitale cambodgienne qui semblait ne pas pouvoir compter sur son armée pour la défendre. Les dirigeants américains, alors en lutte avec leur Congrès qui refusait d’avaliser une intervention au Cambodge qui aurait impliqué une extension du conflit indochinois, demandèrent à Lon Nol de faire une requête auprès des régimes de Bangkok et Saïgon afin de remplacer les appareils endommagés et, mesure qui allait s’avérer ô combien impopulaire, prier officiellement l’aviation sud-vietnamienne d’accroître ses sorties au-dessus du territoire khmer. La mort dans l’âme, Lon Nol ne put que s’exécuter.
Pratiquement dès le départ, le gouvernement avait dû faire face aux mêmes luttes intestines que celles qui avaient marqué le régime de Sihanouk, mais la plus dommageable, qui apparut clairement en ce début de 1971, concernait le clivage entre Lon Nol et Sirik Matak eux-mêmes.
L’optimisme de Lon Nol était sorti ébranlé par l'attaque de Pochentong. En février, après une présentation de deux heures à l’assemblée durant laquelle il exposa la situation politique et militaire, il fut victime d’une paralysie qui affectait tout le côté gauche de son corps. Depuis quelques semaines, il ne dormait que très peu et était exténué. Il fut évacué vers l’hôpital militaire d’Honolulu, laissant à Sirik Matak la charge de premier ministre par intérim. Cette crise apparue juste après l’assaut contre Pochentong fut considérée par beaucoup comme un présage et ils en conclurent que Lon Nol avait perdu de ses qualités de leader. Des manœuvres visant à l’écarter du pouvoir débutèrent durant son absence et se poursuivirent dans les quatre années qui allaient suivre. À Hawaï, Lon Nol fut régulièrement visité par l’amiral McCain, le commandant en chef des forces américaines du pacifique. Les deux hommes partageaient la conviction que les communistes étaient des incroyants. Lon Nol informa l’amiral de son intention de réunir à son retour une conférence bouddhiste avec des représentants de la Birmanie, du Laos et de la Thaïlande, afin de discuter de la menace communiste. Il envoya d’ailleurs à Sirik Matak un message dans ce sens, lui enjoignant de renforcer la lutte contre les thmil et d’organiser une conférence à Phnom Penh. Le premier ministre par intérim souhaita un prompt rétablissement au général et soumis la requête à un comité. Deux semaines plus tard, Lon Nol proposait à McCain de faire construire par les États-Unis un barrage sur le Mékong au nord de Stoeng Treng pour bloquer les incursions nord-vietnamiennes au Cambodge. Il suggérait de faire garder le barrage par l’armée américaine afin, en cas d’attaque, d’internationaliser le conflit. McCain transmit la demande en haut lieu, se contentant de rajouter que Lon Nol semblait bien se porter.
En avril, muni d’une canne, Lon Nol effectuait son retour au Cambodge. Une de ses premières interventions fut une allocution radiodiffusée dans laquelle il tentait de convaincre que le bouddhisme serait encore là dans 5 000 ans alors que les thmil n’étaient pas invulnérables.
Le New York Times lui avait ainsi consacré un article dans lequel il le décrivait : « il ne lit aucun journal, n’écoute jamais la radio, ne regarde jamais la télévision et n’utilise jamais un téléphone ». Ses docteurs lui ayant recommandé de ne pas passer plus d’une heure par jour aux affaires gouvernementales, il passait le reste de son temps à recevoir un flot ininterrompu de visiteurs, essentiellement des militaires et des moines. Ses partisans n’avaient par contre aucune envie de le laisser abandonner le pouvoir, rejoints en cela par les responsables américains qui voyaient en Lon Nol un élément incontournable pour mettre fin à la guerre du Viêt Nam.

#### Fausse démission et premiers revers
Encore en pleine convalescence, Lon Nol nommait Sirik Matak à la position de Premier ministre-délégué, lui demandant d’agir « comme si lui était à l’étranger ». Peu après, il démissionna de son poste de Premier ministre, ouvrant une crise qui allait mettre en lumière l’antagonisme qui l’opposait à Sirik Matak et celui du parlement envers les deux premiers nommés. Ayant pris acte de sa démission, l’assemblée nationale octroya à Lon Nol le grade de maréchal. Mais toutes les tentatives pour former un nouveau gouvernement furent contrariées par Lon Non, qui jouait de l’opposition entre les différentes factions. Au bout d'un mois, Lon Nol apparaissant comme le seul à même de se positionner au-dessus de la mêlée, réintégrait ses fonctions.
Pendant toute la durée du marasme, l’opinion publique, de ce qu’elle avait vu, en arrivait à regretter la versatilité de Sihanouk, et la popularité du nouveau régime, au plus haut en 1970, commençait à décliner. L’ambassadeur rendit en juillet une visite de deux heures au nouveau maréchal et le trouva bien alerte. Ils parlèrent de la poursuite de l’aide américaine, puis, quand ils abordèrent les problèmes locaux, Lon Nol se montra plus passionné. Il réaffirma sa conviction de la supériorité des Khmers sur leurs voisins de l’est et de l’ouest. Il attribuait le déclin de son peuple au vol, par les Siamois, d’un bœuf sacré dépositaire de l’âme de la nation khmère et que sa mission était de restaurer cet esprit. En 1987, Swank avoua à David Porter Chandler que de toute sa vie il n’avait pas connu d’autres situations aussi ambiguës et qu'il était parfois difficile de cacher aux Cambodgiens le désespoir que lui suscitait leurs sentiments.
En août, alors que Sirik Matak était en voyage aux États-Unis, Lon Nol prépara l’offensive Chenla II destinée à rouvrir la route entre Kampong Thom et Phnom Penh, bloquée peu après Chenla I et de couper une des voies d’approvisionnement des maquis vietnamiens. L’opération était une copie de celle menée plus à l’est par les troupes américano–sud–vietnamiennes d’avril à juin 1970 et servait les intérêts des États-Unis.
Le 16 octobre, alors que le mandat de cinq ans de l’assemblée arrivait à expiration et que Lon Nol était agacé par les querelles intestines du parlement, Cheng Heng, le chef de l’État, publiait un décret qui remplaçait le système bicaméral par une assemblée unique et constituante. Lon Nol formait un nouveau gouvernement et, dans son discours d’investiture, il insistait sur la nécessité de mettre fin au « jeu stérile d’une démocratie libérale éculée ».
Au même moment, Chenla II fut lancée. La progression de l’armée gouvernementale se fit une fois de plus sans encombre et les troupes rentrèrent dans la ville quasiment sans combattre. L’événement fut célébré à Phnom Penh comme une victoire éclatante ; néanmoins, la présence se limitait à la route n°6. Comme le fit remarquer le général Creighton Williams Abrams, commandant des forces américaines à Saïgon, « ils avaient ouvert un front de quatre-vingts kilomètres de long sur soixante centimètres de large » qu’il était quasiment impossible de tenir. De son côté, Lon Nol comptait sur l’U.S. Air Force pour mettre les Thmil hors d’état de combattre.
À la fin octobre, les rebelles lançaient une attaque d’envergure dans les plantations d’hévéas de l’est et sur la nationale 6 où stationnaient toujours l’armée républicaine depuis le début de l’opération Chenla II. Les forces communistes étaient estimées à près de 50 000, dont plusieurs milliers sous les ordres du PCK. Les attaques à l’est furent contenues par les forces sud-vietnamiennes, mais la pression sur la nationale 6 s’intensifia et, devant les pertes sévères, Lon Nol dut ordonner le repli le 1er décembre. Un porte-parole dans la capitale décrivit la situation comme préoccupante mais pas alarmante. En fait, elle s’apparentait à une déroute. Plus de 3 000 des meilleurs combattants de l’armée de Phnom Penh avaient été tués et des milliers d’autres blessés. Lon Nol attribuait en privé la défaite au manque d’assistance des États-Unis.
Les Américains, pour leur part, imputaient la défaite au nouveau maréchal qui en avait supervisé les préparatifs et la confiance qu’ils lui témoignaient ressortait ébranlée de l’épreuve. Emory Coblentz Swank, l’ambassadeur américain télégraphia à ses supérieurs, déplorant « la façon hasardeuse, dispersée et dépourvue de toute coordination dont Lon Nol mène les opérations militaires ». Toutefois, la politique d’assistance resta inchangée et au contraire, l’ambassade fit l’objet de remontrances ; elle reçut pour consignes de s’abstenir à l’avenir de formuler des critiques. L’amiral Thomas H. Moorer, chef d’état-major des armées des États-Unis, choisit de venir au Cambodge alors que le pays subissait encore les contrecoups de la défaite. Il offrit à Lon Nol un pistolet de cow-boy, lui suggérant de l’utiliser pour « célébrer sa victoire ».
Le désastre eut également des répercussions politiques et des rumeurs de déposition du gouvernement circulaient à Phnom Penh. Son Ngoc Thanh, le dirigeant nationaliste de retour au Cambodge, pensant son heure venue laissait entendre qu’il accepterait – si on le lui demandait – d’occuper à nouveau le poste de Premier ministre qu’il avait déjà brièvement tenu en 1945. Sirik Matak et le chef de l’État Cheng Heng de leur côté tentèrent de convaincre Lon Nol de céder une partie de ses pouvoirs alors que l’état-major lui demandait de renoncer au commandement suprême des armées, mais il resta inflexible.
Au début de 1972, les positions s’étaient stabilisées, grâce ou à cause des bombardements américains sur les positions et les routes d’approvisionnement de la guérilla. Toutefois, beaucoup à Phnom Penh estimaient que la guerre était perdue et espérait que le gouvernement républicain ouvrirait des négociations avec Sihanouk. Ce dernier rejeta les tentatives qui lui furent présentées alors que les officiers de Lon Nol restaient eux aussi réticents à arrêter les hostilités. La guerre allait se prolonger encore trois années. Sur le plan militaire, les accrochages amenaient des centaines de milliers de réfugiés à refluer vers Phnom Penh où les attendait une existence précaire. Les conséquences sur la société cambodgienne s’ils furent indéniables, restent toutefois difficiles à évaluer avec certitude. Néanmoins, David Porter Chandler estime les pertes, essentiellement civiles à un demi-million de la population entre 1970 à 1975. Si des milliers de jeunes Cambodgiens ont rejoint les rangs de la résistance, des centaines de milliers d’autres se souciait plus de leur survie que des enjeux de la guerre. Dans le même temps, la corruption et le clientélisme s’aggravait ; à un moment, Lon Nol nommait son médecin personnel ministre du commerce alors que son frère Lon Non manipulait, achetait et brutalisait les opposants trop gênant. Beaucoup de ceux qui voulaient servir leur pays dignement sortirent écœurés de l’épreuve et certains d’entre eux rejoignirent la guérilla. Pendant les trois années qui allaient suivre, Lon Nol semblera guidé par une autosatisfaction et un sens figé de l’histoire. Il s’avérait moins habile que Sihanouk, mais aussi moins populaire et surtout en moins bonne santé. Il consacrait le peu d’énergie qu’il lui restait à conserver son pouvoir. Cela comprenait de garder un œil sur Son Ngoc Thanh et d’essayer d’éclipser Sirik Matak et In Tam. Avant son attaque, il se référait à des prophéties de la tradition khmère pour se présenter comme un dirigeant prédestiné et pensait que la république préfigurait une période utopique où « tous seront égaux ». Il conservait par contre le soutien des États-Unis et sa foi en l’amitié personnelle du président Nixon. Dépassé par les évènements, plusieurs témoins se rappellent l’avoir vu par moments fondre en larmes quand on lui exposait la situation de son pays.
Le 10 mars 1972, juste avant que l’Assemblée n’approuve le projet de nouvelle constitution, Lon Nol annonçait qu’il suspendait les pourparlers et s’octroyait le poste de chef de l’État, occupé par Cheng Heng depuis deux ans. La vraie cible de cette crise était en fait Sirik Matak. Le maréchal et son frère Lon Non réussirent à le chasser du pouvoir en profitant du fait qu'il avait limogé Keo An, le recteur de l'université, pour organiser une série de manifestations d'étudiants qui l'accusèrent notamment de vouloir rétablir la monarchie à son profit et demandèrent sa démission. Deux jours après la promotion de Lon Nol, Sirik Matak annonça qu'il se retirait de la vie publique et fut (prétendument pour sa « protection ») placé en résidence surveillée.

### Président de la République khmère

#### Exercice du pouvoir
Lon Nol désigna une nouvelle commission chargée de rédiger une constitution plus proche de ses idées. Pour le second anniversaire de la déposition de Sihanouk, il s’autoproclamait président et abandonnait son titre de chef de l’État et celui de ministre de la défense. Comme premier ministre, il nomma Son Ngoc Thanh, le vétéran nationaliste, anti sihanoukiste notoire, mais qui n’était en fait que son sixième choix ; parmi les cinq personnes qui avaient décliné l’offre, on trouvait In Tam et Yem Sambaur.
En avril, Lon Nol proclamait une constitution inspirée de celles de la France et de la république du Viêt Nam, qui lui donnait des pouvoirs étendus. Le texte aurait été, d’après lui, « approuvé par 96 % de l’électorat », alors que moins de 40 % des votants potentiels vivaient dans des zones contrôlées par la république. Il proposait également une élection présidentielle, mais à sa grande déception, plusieurs concurrents se présentèrent, dont deux, In Tam et Keo An, refusaient de se désister.
Lon Nol laissa entendre qu’au cas où il ne serait pas élu, l’aide américaine serait suspendue. Washington ne fit rien pour démentir ces insinuations fallacieuses. Le 4 juin, jour du scrutin, des bulletins de l'opposition disparurent des bureaux de vote et à Kompong Cham, des membres de la famille d'In Tam furent expulsés de leurs domiciles. À Phnom Penh où In Tam était en tête, plusieurs urnes furent réquisitionnées et tous les suffrages qui n’étaient pas en faveur de Lon Nol furent brûlés. À 23 heures, alors que le décompte se poursuivait dans plusieurs provinces, Lon Nol fut déclaré gagnant. Les résultats provisoires, publiés le lendemain, donnait 55 % des voix au maréchal, alors qu’In Tam était crédité de 24 % et Keo An de 20 %. Lon Non avouera plus tard en privé avoir grossi de 20 % le score de son frère. Après les élections, In Tam se rappelait avoir été contacté par un diplomate des États-Unis qui lui demandait d’aider Lon Nol pour lui éviter de prendre seul toutes les décisions. In Tam déclina l’offre au motif que le nouveau président « n’écoutait que les Américains ». L'affaire fit dire plus tard à In Tam que les Américains ne pouvaient plus désormais que « mariner dans du jus de Lon Nol ».
Pour les élections législatives prévues le 3 septembre, Lon Nol, qui regrettait que le scrutin présidentiel n’ait pas donné lieu à un plébiscite « sihanoukien », changea la loi électorale avec l’aide de Lon Non. La capitale cambodgienne, qui avait majoritairement voté contre le maréchal se retrouvait désavantagée au profit de secteurs qui en fait n’étaient plus sous domination républicaine et dont l’électorat se limitait de ce fait aux réfugiés des camps contrôlés par l’armée. De plus, l’assemblée fut étendue de 82 à 126 siège pour tenir compte de la croissance démographique, mais en occultant que les bureaux de vote ne seraient pas accessibles à une partie importante de l’électorat. Les élections furent ouvertes à tous les partis, mais les deux principales formations d'opposition (le Parti démocrate d'In Tam et le Parti républicain de Sirik Matak) refusèrent de participer et seules 10 circonscriptions présentèrent plusieurs candidats. Il s'ensuivit une victoire écrasante du parti socio-républicain de Lon Non (Sangkum Sathéaranak Rath) qui de surcroît était soutenu dans les bureaux de vote par la police militaire. Dans les secteurs où l’opposition semblait avoir gagné la majorité, des bulletins furent détruits alors que quelques-uns de leurs représentants furent emprisonnés pendant le scrutin.
Malgré ces résultats, les deux élections avaient aussi révélé un mécontentement considérable de la population vis-à-vis des actions du gouvernement en place.
Avec Lon Nol au pouvoir et l’aide américaine qui coulait à flots, les hommes politiques de Phnom Penh avait du mal à avoir une vision à moyen ou long terme du Cambodge. Après des années de patronages et de dévotions envers des supérieurs, il leur était difficile de se soucier de l’intérêt commun et des institutions plutôt que leurs propres avantages et ceux de leurs proches. L’administration était alors vue comme un moyen de s’enrichir. À la fin de 1972, les porte-paroles militaires durent avouer que tous les mois, les soldes de quelque 100 000 soldats « fantômes » étaient empochés par des officiers. Alors qu’on lui reportait cette situation, Lon Nol aurait affirmé qu’il n’y avait pas lieu de s’inquiéter, les Américains tuant « des milliers de nos ennemis chaque semaine ». Il passait alors son temps à effacer des unités ennemies de ses cartes, chaque fois qu’il ordonnait un raid des B-52.
À la mi-novembre 1972, Henry Kissinger faisait une escale à Phnom Penh et rencontrait Lon Nol pendant trois heures pour l’informer de l’avancée des pourparlers entamés depuis 1969 à Paris entre les différentes factions vietnamiennes et les États-Unis. Il n’est pas certain que le maréchal ait réalisé que la paix était proche ; il espérait toujours que l’aide américaine pourrait se poursuivre et que les rebelles s’entendraient un jour avec ses troupes pour déposer les armes.
En février 1973, c’est au tour du vice-président américain Spiro Agnew de faire une visite de quelques heures à Phnom Penh. Il demanda à Lon Nol de décréter unilatéralement un cessez-le-feu comme celui qui avait alors été mis en place au Viêt Nam et d’élargir sa base politique en impliquant à nouveau Sirik Matak, Cheng Heng et In Tam dans les affaires de la république. Le président s’exécuta et entreprit des pourparlers avec ses rivaux. In Tam se rappelait, dans une interview accordée à David Porter Chandler, que quand Sirik Matak demanda au président la raison de l’entretien auquel ils les avaient conviés, ce dernier dut admettre que c’était pour répondre à la demande de « nos amis étrangers qui nous ont fourni tant d’aide ». À aucun moment, il ne justifia le bien-fondé de la démarche. Il offrit la vice-présidence à Sirik Matak qui refusa et un poste de conseiller à In Tam, qui après avoir accepté, démissionna peu de temps après. Dans le même temps, alors que des graffitis réclamant la démission du maréchal fleurissaient à Phnom Penh, un journal cambodgien regrettait que Lon Nol restait insensible aux événements et aux plaintes de ses fidèles, préférant s’enfermer dans les fastes d’un passé révolu.
Pour le troisième anniversaire de la déposition de Norodom Sihanouk, un « capitaine démobilisé de l’armée de l’air », Pech Kim Luon, ami d’une des filles du prince, vola un T-28 dans une base militaire, lança deux bombes sur la résidence de Lon Nol puis atterrit dans une zone rebelle. Le pilote rata sa cible et détruisit un immeuble voisin occupé par des familles de militaires. Plus tôt dans la journée, une grève des enseignants s’était transformée en une manifestation contre le gouvernement réprimée par une attaque à la grenade, certainement ordonnée par Lon Nol. Celui-ci répliqua à ces deux événements en déclarant l’état de siège, en étendant le couvre-feu, en suspendant les libertés civiles et en fermant les journaux qui n’étaient pas pro-gouvernementaux. À cause des relations du pilote, il ordonna aussi le maintien en résidence d’une cinquantaine de membres de la famille royale et d’environ trois cents suspects qui n’avaient en commun d’après Elizabeth Becker, que l’agacement qu’ils suscitaient auprès de l’administration.
En avril 1973, le régime de la République connut une période de confusion généralisée. Des troupes républicaines refusaient le combat et pillaient leur propre capitale, alors même que la guérilla progressait dans de nombreuses régions du pays. Face à cette situation, les États-Unis menacèrent de couper toute aide à la république khmère si Lon Nol ne parvenait pas à obtenir le soutien du gouvernement et du peuple en réduisant l'influence de son frère Lon Non. Lon Non est « promu » ambassadeur itinérant afin de l’éloigner du Cambodge, mais cet éloignement sera de courte durée.
Le 24 avril, le maréchal président décrétait l’état d’urgence et la suspension de l’Assemblée nationale. Sur l’insistance d’Alexander Haig, il étudiait la possibilité de mettre en place un conseil de direction avec In Tam, Sirik Matak et Cheng Heng, plus représentatif des diverses tendances républicaines. Toutefois, une fois que le porte-parole de Kissinger avait quitté Phnom Penh, les membres du conseil ne furent pas longs à se quereller et avant la fin de l'année, leurs réunions se perdaient en querelles picrocholines.
Pendant ce temps, les troupes khmères rouges s’étaient structurées et menaçaient l’ensemble des voies de communication du pays. Leur offensive sur Phnom Penh en juillet se solda toutefois par un échec. Alors que Sihanouk affirma que l’attaque dut être suspendue à cause d’un manque de munitions, le commandement américain à Saïgon attribua l’absence de réussite de la guérilla communiste au bombardement massif de ses positions par l’US Air Force.
Pour Lon Nol, les B-52, comme les États-Unis en général, étaient perçus comme une bénédiction. En juillet, la presse gouvernementale exprimait son souhait de voir les raids sur le Cambodge continuer indéfiniment et reprendre sur la république démocratique du Viêt Nam. Ces vœux ne seront pas exaucés et quand, au contraire, le Congrès des États-Unis ordonnera l’arrêt des bombardements, le général Haig aurait confié à Richard Nixon qu’ils avaient perdu le Sud-Est Asiatique, ce à quoi le président aurait rétorqué Al, I’m afraid you’re right (« Al, j’ai peur que vous ayez raison »).

#### Chute
À la mi-mars 1975, alors que la défaite paraissait inéluctable, l’ambassadeur américain John Gunther Dean (en) et plusieurs de ses homologues de pays asiatiques tentèrent de convaincre Lon Nol que son départ pouvait faciliter des pourparlers avec les futurs vainqueurs.
Le maréchal président ne montrait aucun empressement à laisser la place. Alors que son état de santé l’obligeait à ne plus se séparer de sa canne, il se contenta de remanier son gouvernement. Bien que la fin approchait, il ne prit aucune décision de nature à sauver ce qui pouvait encore l’être, tel le renvoi des cadres les plus notablement corrompus. Le 22 mars, il obtint des passeports pour lui et sa famille, mais il est difficile de savoir s’il se rendait encore compte de la situation.
Le 23, c’est au tour d’un groupe composé de son frère Lon Non, du premier ministre Long Boret, de Saukham Khoy, président du Sénat et du général Sak Sutsakhan, commandant en chef des forces armées, de lui suggérer d’effectuer, une visite officielle afin de leur laisser le champ libre pour des discussions avec des émissaires du camp adverse. Le Maréchal président se dit prêt à accepter si on lui assurait qu’il pourrait revenir quand il le désirait et qu’on ne profiterait pas de son absence pour mettre en place un gouvernement communiste.
Le 1er avril, Lon Nol et sa famille quittaient Phnom Penh, officiellement pour une visite informelle en Indonésie puis un traitement médical à Hawaï. Tout le monde avait compris qu’en fait, il s’agissait d’un départ sans retour et pour le rendre moins dur, le gouvernement l’avait élevé au rang de héros de la nation et lui alloua une traite conséquente de la Banque nationale du Cambodge. Alors qu’il quittait le Cambodge, la base de Neak Luong, au sud de Phnom Penh, qui résistait depuis plusieurs mois, rendait les armes, ce qui ouvrait la route de la capitale aux troupes khmères rouges.
Le 17 avril 1975, les combattants khmers rouges investissent Phnom Penh, sonnant le glas de la république khmère.

### Exil
Amoindri par la maladie, Lon Nol quitte Hawaï en 1979 pour Fullerton en Californie, où il meurt le 17 novembre 1985. Il est enterré au cimetière Loma Vista memorial park en Californie.